# Tătărăuca Nouă, Soroca
Tătărăuca Nouă este un sat din cadrul comunei Tătărăuca Veche din raionul Soroca, Republica Moldova.

## Istoric
A fost atestat documentar la 17 ianuarie 1766. Este despărțit de Tătărăuca Veche printr-un defileu de piatră. La 1774 este atestată biserica, pe lângă care în 1866 se deschide școala elementară.
În anul 1817 în localitate a fost ridicată o biserică cu hramul Arhanghelul Mihail.